# Docx
Pour l’article homonyme, voir Stefan Docx.
docx est le suffixe des fichiers du traitement de texte Microsoft Word à partir de la version Microsoft Office 2007. C'est la concrétisation de la norme Office Open XML développée à l'origine par Microsoft et visant à concurrencer la solution d’interopérabilité OpenDocument (suffixes .odt).

## Variante deOpen XML
De même que les fichiers ayant pour suffixe .xlsx, et .pptx, le format des fichiers .docx est utilisé par Microsoft Office 2007 ainsi que par Microsoft Office 2008 pour Mac. Pour ces versions d'Office, ces formats sont légèrement différents de la norme ISO définitive qui a été corrigée suivant les remarques des membres de l'organisme normalisateur.
En 2008, Microsoft a annoncé que le format OOXML dans la version définitive de la norme ISO ne pourra pas être intégré dans Office 2007, mais dans la version suivante connue sous le nom de Office 2010 qui est disponible depuis le 12 mai 2010 auprès des clients professionnels et au mois de juin 2010 auprès des consommateurs.

## Compatibilité
C'est le format d'enregistrement par défaut de Word 2007, il n'est pas possible de relire ce format dans les versions antérieures de Word (qui utilisaient le suffixe doc), ce qui pose un problème de rétrocompatibilité.
Microsoft publie néanmoins un convertisseur dénommé « Module de compatibilité pour formats de fichier Microsoft Office Word, Excel et Powerpoint 2007 » qui permet, après installation sur les suites Office 2000, XP et 2003, de lire et écrire sous le nouveau format Office 2007 depuis ces anciennes versions.
La suite bureautique LibreOffice/OpenOffice.org permet l'import de ce format à partir de la version 3 sortie en septembre 2008.
Le format docx est en fait un fichier compressé au format ZIP qui contient un ensemble de fichiers (XML, images .jpg) décrivant le document.
Il existe une variante pour les documents contenant des macros : .docm (très utilisé pour la diffusion des macrovirus).